# Argument šikmou plochou
Argument šikmou plochou (slippery slope) v logice, kritickém myšlení, politické rétorice a soudním precedentu je často interpretován jako logický argumentační klam. Argumentující strana tvrdí, že i relativně nepodstatný první krok vede k řetězci souvisejících událostí a závažnému (většinou negativnímu) následku. Jádro argumentu šikmé plochy spočívá v tom, že diskutované konkrétní rozhodnutí zapříčiní nezamýšlené důsledky. Síla takovéhoto argumentu záleží především na tom, jak je odůvodněn. Jinými slovy je důležité, jestli je, nebo není možné dokázat, že zmíněný řetězec událostí opravdu k danému cíli směřuje. Pokud jsou možné následky diskutované akce záměrně zveličeny, může tento druh klamu zapříčinit šíření strachu. „Šikmá plocha“ ve významu argumentačního klamu je často používána synonymně s argumentem ukazujícím na kontinuum možností, protože jsou oba založené na ignorování kompromisu a předpokládají okamžitý přechod z nějaké kategorie A do jiné kategorie B. Ve významu, který by s logickým klamem nesouvisel, jako např. použití šikmé plochy v právní argumentaci, musí být možnost dosažení kompromisu uznána, zároveň by ale mělo i dojít k uvedení pravděpodobnosti předvídaného výsledku.

## Plochy, argumenty a argumentační klamy
Někteří autoři rozlišují mezi vlastními událostmi, ze kterých argument šikmé plochy sestává, a samotným argumentem šikmé plochy. Události lze znázornit řadou podmíněných prohlášení:
    pokud platí p, pak platí q; pokud q, pak r; pokud r, pak … z.
Centrum této myšlenky spočívá v tom, že skrze sérii mezikroků lze prokázat, že pokud platí p, pak bude platit z. Někteří autoři upozorňují na to, že argument je možné považovat za šikmou plochu i přesto, že následnost není logicky nutná, jen pokud je každý krok plauzibilní. Pokud je každý z nich korektní implikací, p implikuje z. Pokud ale v každém z kroků konsekvent vyplývá z antecedentu pouze z 90 %, bude se pravděpodobnost s každým dalším mezikrokem dále snižovat.
Argument šikmé plochy bývá naopak negativní argument, ve kterém směřujeme k odrazení protistrany od nějakého rozhodnutí pomocí tvrzení, že povede k nepřijatelným závěrům. Některé spisy poukazují na to, že argument téže struktury lze použít i pozitivně, a to když dochází k povzbuzení protistrany k rozhodnutí, které má vést ke chtěnému účinku.
Když je někdo obviněn z použití šikmé plochy, jejich protistrana tvrdí, že se dopustili argumentačního klamu, protože i když tvrdí, že p implikuje z, ve skutečnosti to z konkrétně daného důvodu neplatí. V učebnicích logiky a kritického myšlení je šikmá plocha, stejně jako na ní založené argumenty, řazena mezi argumentační klamy, přestože existují i zmínky možného korektního použití.

## Typy argumentu šikmé plochy
I když různí autoři klasifikují argument šikmé plochy často úplně protichůdnými způsoby, jsou mezi nimi ale dva opakující se způsoby, na kterých se velká část z nich shoduje. Prvním způsobem klasifikace je tzv. šikmá plocha kauzality, jejímž charakteristickým rysem je to, že každý z kroků od p k z je přímou příčinou toho následujícího. Jednou z možností, jak pojmenovat druhý typ tohoto argumentačního klamu je šikmá plocha úsudku. Jejím podstatným rysem je, že se nejedná o sérii propojených událostí, ale za sebou jdoucích úsudků, které osoba udělá. Každý následný úsudek musí v tomto případě racionálně vyplývat z předchozího. Úsudkový typ je možné dále rozdělit na šikmou plochu konceptů a šikmou plochu rozhodnutí.
Šikmá plocha konceptů, kterou Trudy Govierová nazývá klam asimilace na šikmé ploše (the fallacy of slippery assimilation), je příbuzná paradoxu hromady. V kontextu šikmé plochy pak jiná autorka, Merilee Salmonová, tvrdí: „Šikmá plocha je starobylou formou argumentace. Jak tvrdí van Fraassen (The Scientific Image), tento argumentační postup se nachází už v textech Sexta Empirika v podobě úvahy o tom, že incest není nemorální, pokud jej chápeme jako dotek mezi ‚palcem mém matky a mým malíkem…a všechny ostatní doteky se liší pouze co do stupně.‘“
Šikmé plochy rozhodnutí jsou konceptuálním podobné v tom, že se obě dvě se spoléhají na existující kontinuum prvků, ve kterém absentují jakýkoliv jasně viditelné předěly a pokud se člověk rozhodne přijmout jednu pozici nebo postup, ať už teď nebo v budoucnosti, pak bude existovat nutný racionální základ pro přijetí dalšího kroku v pořadí, a díky tomu bude jejich přijetí nutné.
Potíže s klasifikací argumentů šikmé plochy jsou v tom, že v literatuře neexistuje jasný konsensus terminologického základu. Někteří tvrdí, že I když jsou tyto dva klamy „příbuzné takovým způsobem, že by to mohlo odůvodnit jejich spojení,“ zároveň se od sebe liší a „je opravdu nešťastné, že sdílejí podobné jméno.“ Přestože je někteří autoři spolu srovnávají, nezapomínají zdůrazňovat i to, v jakých ohledech se liší. Jedna skupina používá termín šikmá plocha pouze pro jeden z nich, ale neshodují se na tom, který přesně to má být. Jiní tak zase nazývají oba dva. Například:
- Christoper Tindale definuje pouze kauzální typ. O své definici tvrdí: „Argumentace šikmou plochou je druhem negativní argumentace odkazující na následky, kterou blíže vymezuje to, že obsahuje kauzální řetězec, vedoucí od navrhované akce k negativnímu vyústění.“[5]
- Merrelee Salmonová šikmou plochu označuje za chybu v rozpoznávání podstatných rozdílů mezi jednotlivými kroky a ukazuje na podobnosti s „teorií domina“.[14]
- Douglas N. Walton tvrdí, že základním prvkem šikmé plochy je „ztráta kontroly“, což souhlasí pouze s typem rozhodovacím. Podle něj má „argument domina sekvenci událostí ve kterých je každá příčinou té následující, a to takovým způsobem, že první události zapříčiní druhou atd., až dokud nedojde k poslednímu jevu této sekvence … (a) … je od šikmé plochy odlišný, přestože jde o příbuzné klamy a může domino být chápáno jako jeden z jejích druhů.“[15]

## Metafora šikmé plochy a její alternativy

### Tenký konec klínu
Walton navrhuje, aby byl za prvního autora na poli neformální logiky, který kdy popsal to, co je dnes označováno jako argument šikmé plochy, uznán Alfred Sidgwick.
„Často slýcháme, že nesmíme dělat to či ono, protože pokud bychom to skutečně udělali, pak bychom logicky museli udělat i něco dalšího, což je přece naprostý nesmysl a absurdita. Pokud s nějakým konáním opravdu začneme, není vůbec možné konzistentně předpovědět, kde budeme moci přestat; nemáme nejmenší důvod, proč bychom vůbec měli s konáním přestávat, a měli bychom být vedeni stále kupředu, krok za krokem až k akcím nebo názorům, o kterých se všichni shodně myslíme, že jsou nechtěné nebo nepravdivé.“
Sidgwick tvrdí, že se jedná o „široce známou námitku proti úzkému konci klínu,“ v současnosti je ji ale možné klasifikovat jako šikmá plocha rozhodnutí. Metafora klínu obsahuje nicméně i myšlenku toho, že k nechtěnému vyústění dochází aplikací počátečního rozhodnutí, což je často prvkem šikmé plochy rozhodnutí díky její progresivní povaze, u kauzálních šikmých ploch ale může chybět.

### Argumentační klam domino
Ve své knize Attacking Faulty Reasoning popisuje T. Edward Damer to, co by jiní mohli nazvat kauzální šikmou plochou, tvrdí ale, že
„I když tento obraz může vést k porozumění povahy tohoto argumentačního klamu, představuje zásadní neporozumění podstatě kauzálních vztahů mezi událostmi. Každá prohlášení o kauzálním spojení dvou jevů vyžaduje vlastní argument. Díky tomu jakékoliv „uklouznutí na šikmé ploše“ je vlastně jen neobratné uvažování ze strany diskutanta, který nedokázal poskytnout dostatečný důkaz toho, že jedna kauzálně vysvětlená událost může sloužit jako vysvětlení pro jinou událost nebo jejich řadu.“
Damer místo toho preferuje název argumentační klam domino. Howard Kahane navrhuje, že varianta s dominem už vyšla z módy, protože byla v minulosti spojená s teorií domina, která říká, že Spojené státy americké se zapojily do války ve Vietnamu, a i když Amerika válku prohrála, tak „padly především domina komunistická.“

### Protržení přehrady
Frank Saliger poznamenává, že „v německy mluvícím světě převládá dramatický obraz přehrady, která se protrhává, i když v anglofonních kruzích se jedná spíše o argument šikmé plochy“, a že „v německých textech je protržení přehrady a šikmá plocha používány vcelku synonymně. Konkrétně strukturní analýzy argumentů šikmou plochou odvozené od anglických textů jsou z většiny převedeny přímo na argument protržené přehrady.“ Při průzkumu rozdílů mezi těmito dvěma metaforami komentuje, že v případě přehrady je v popředí důležitost původní akce a postup k výsledným účinkům je velmi náhlý, kdežto u metafory šikmé plochy je postupná změna minimálně na té samé úrovni, jako počáteční krok, a „je zachován dojem pomalejšího postupu ‚krok za krokem‘, kdy je rozhodující se strana jedním z účastníků a pod vahou vlastních „chybných) rozhodnutí se nezastavitelně pohybuje kupředu, čím dál rychleji.“ I přes tyto rozdíly pokračuje Saliger v tom, že tyto dvě metafory používá synonymně. Walton přidává, že I když jsou srovnatelné, tak „metafora přehrady nemusí nutně jít postupně z původního rozhodnutí přes šedou zónu i se spojenou ztrátou kontroly vyjádřené ve výsledném vyústění ničivé povahy. Kvůli těmto důvodům vypadá důsledné rozlišení mezi metaforami šikmé plochy a trhající se přehrady jako nejlepší řešení.“

### Další metafory
Eric Lode poznamenává, že „komentáře používají mnoho dalších rozličných metafor pro něco podobného, jako je toto. NA příklad, lidé už podobné argumenty nazývali „klínem“, „úzkou hranou klínu“, „velbloudí nos“ nebo „velbloudí nos uvnitř stanu“, „průvod hrůzy“, „domino“, „Syndrom vařené žáby“ nebo argumenty „efektu sněhové koule“. Všechny tyto metafory naznačují, že přijetí jednoho postupu nebo nařízení může vést k přijetí série dalších postupů nebo nařízení.“ Bruce Waller říká, že jsou to především právníci, kteří často mluví o argumentu „průvodu hrůz“, zatímco politikové spíše preferují „nos velblouda uvnitř stanu“.